# Marathon van Honolulu 2013
De marathon van Honolulu 2013 vond plaats op 8 december 2013 in Honolulu. Het was de 41e editie van deze marathon.
Bij de mannen won de Keniaan Gilbert Chepkwony in 2:18.47. Hij bleef hiermee landgenoot Nicholas Chelimo een kleine minuut voor en won hiermee $ 40.000 aan prijzengeld. Bij de vrouwen won de Ethiopische Ehitu Kiros de wedstrijd met een finishtijd van 2:36.02. Ook zij streek ditzelfde bedrag aan prijzengeld op.
In totaal finishten er 22.054 marathonlopers, waarvan 11.769 mannen en 10.285 vrouwen.

## Uitslagen

### Mannen
| rang   | naam               | land | tijd    |
| ------ | ------------------ | ---- | ------- |
| Goud   | Gilbert Chepkwony  | KEN  | 2:18.47 |
| Zilver | Nicholas Chelimo   | KEN  | 2:19.22 |
| Brons  | Solomon Bushendich | KEN  | 2:19.38 |
| 4      | Abraha Gebresadik  | ETH  | 2:20.09 |
| 5      | Kenneth Kimutai    | KEN  | 2:20.25 |
| 6      | Martin Lel         | KEN  | 2:21.16 |
| 8      | Fidele Jefferson   | USA  | 2:22.52 |
| 9      | Shuji Tsukamoto    | JPN  | 2:23.21 |

### Vrouwen
| rang   | naam               | land | tijd    |
| ------ | ------------------ | ---- | ------- |
| Goud   | Ehitu Kiros        | ETH  | 2:36.02 |
| Zilver | Woinshet Girma     | ETH  | 2:36.10 |
| Brons  | Valentina Galimova | RUS  | 2:36.13 |
| 4      | Aheza Kiros        | ETH  | 2:41.32 |
| 5      | Polina Carlson     | RUS  | 2:46.40 |
| 6      | Eri Suzuki         | JPN  | 2:48.33 |
| 7      | Yukie Tamura       | JPN  | 3:00.40 |

1973 ·
1974 ·
1975 ·
1976 ·
1977 ·
1978 ·
1979 ·
1980 ·
1981 ·
1982 ·
1983 ·
1984 ·
1985 ·
1986 ·
1987 ·
1988 ·
1989 ·
1990 ·
1991 ·
1992 ·
1993 ·
1994 ·
1995 ·
1996 ·
1997 ·
1998 ·
1999 ·
2000 ·
2001 ·
2002 ·
2003 ·
2004 ·
2005 ·
2006 ·
2007 ·
2008 ·
2009 ·
2010 ·
2011 · 
2012 · 
2013 ·  
2014 ·  
2015 ·  
2016 ·  
2017